# Seznam žijících kardinálů
Toto je seznam žijících kardinálů (k 8. srpnu 2025 jich je celkem 248, z toho 130 mladších 80 let, kteří se mohou účastnit konkláve – ti jsou označeni hvězdičkou):

## Evropští kardinálové

### čeští
- Jaroslav Dominik kardinál Duka OP (kardinál-kněz, emeritní arcibiskup pražský)

### polští
- Stanisław kardinál Dziwisz (kardinál-kněz, emeritní arcibiskup krakovský)
- Konrad kardinál Krajewski (kardinál-jáhen, apoštolský almužník) *
- Kazimierz kardinál Nycz (kardinál-kněz, arcibiskup varšavský) *
- Stanisław Marian kardinál Ryłko (kardinál-kněz, dříve kuriální biskup)
- Grzegorz Wojciech kardinál Ryś (kardinál-kněz, arcibiskup lodžský) *

### němečtí
- Walter kardinál Brandmüller (kardinál-kněz, dříve kuriální biskup)
- Walter kardinál Kasper (kardinál-kněz, dříve kuriální biskup)
- Reinhard kardinál Marx (kardinál-kněz, arcibiskup mnichovsko-freisingský) *
- Gerhard Ludwig kardinál Müller (kardinál-jáhen, emeritní prefekt Kongregace pro nauku víry) *
- Friedrich kardinál Wetter (kardinál-kněz, emeritní arcibiskup mnichovsko-freisingský)
- Rainer Maria kardinál Woelki (kardinál-kněz, arcibiskup kolínský) *

### rakouští
- Christoph kardinál Schönborn OP (kardinál-kněz, emeritní arcibiskup vídeňský)

### maďarští
- Péter kardinál Erdő (kardinál-kněz, arcibiskup ostřihomsko-budapešťský) *

### slovinští
- Franc kardinál Rodé CM (kardinál-kněz, bývalý arcibiskup lublaňský)

### švýcarští
- Kurt kardinál Koch (kardinál-kněz, prefekt Dikasteria pro podporu jednoty křesťanů) *
- Emil Paul kardinál Tscherrig (kardinál-jáhen, dříve apoštolský nuncius) *

### italští
- Angelo kardinál Acerbi (apoštolský nuncius)
- Ennio kardinál Antonelli (kardinál-kněz, emeritní předseda Papežské rady pro rodinu)
- Fabio kardinál Baggio (podsekretář Dikasteria pro službu integrálnímu lidskému rozvoji) *
- Angelo kardinál Bagnasco (kardinál-kněz, emeritní arcibiskup janovský)
- Lorenzo kardinál Baldisseri (kardinál-jáhen, dříve kuriální biskup)
- Gualtiero kardinál Bassetti (kardinál-kněz, emeritní arcibiskup perugijský)
- Domenico kardinál Battaglia (arcibiskup neapolský) *
- Giuseppe kardinál Bertello (kardinál-kněz, dříve kuriální biskup)
- Tarcisio Pietro Evasio kardinál Bertone SDB (kardinál-biskup, bývalý kardinál státní sekretář)
- Giuseppe kardinál Betori (kardinál-kněz, arcibiskup florentský) *
- Domenico kardinál Calcagno (kardinál-kněz, bývalý kuriální biskup)
- Raniero kardinál Cantalamessa O.F.M.Cap. (kardinál-jáhen, kněz, kazatel Papežského domu)
- Oscar kardinál Cantoni (kardinál-kněz, biskup comský) *
- Francesco kardinál Coccopalmerio (kardinál-kněz, dříve kuriální biskup)
- Angelo kardinál Comastri (kardinál-kněz, dříve kuriální biskup)
- Angelo kardinál De Donatis (kardinál-kněz, Generální vikář Jeho Svatosti pro římskou diecézi) *
- Salvatore kardinál De Giorgi (kardinál-kněz, emeritní arcibiskup palermský)
- Raffaele kardinál Farina SDB (kardinál-kněz, dříve kuriální biskup)
- Enrico kardinál Feroci (kardinál-jáhen, titulární biskup)
- Fernando kardinál Filoni (kardinál-biskup, Velmistr Řádu Božího Hrobu) *
- Fortunato kardinál Frezza (kardinál-jáhen, tituární biskup)
- Mauro kardinál Gambetti O.F.M.Conv. (kardinál-jáhen, Generální vikář Jeho Svatosti pro Vatikánské město) *
- Gianfranco kardinál Ghirlanda S.J. (kardinál-jáhen, kněz, patron Suverénního řádu Maltézských rytířů)
- Claudio kardinál Gugerotti (kardinál-jáhen, prefekt Dikasteria pro východní církve) *
- Giovanni kardinál Lajolo (kardinál-kněz, dříve kuriální biskup)
- Augusto Paolo kardinál Lojudice (kardinál-kněz, arcibiskup sienský) *
- Giorgio kardinál Marengo I.M.C. (kardinál-kněz, apoštolský prefekt v Ulánbátaru) *
- Agostino kardinál Marchetto (kardinál-jáhen, bývalý kuriální biskup)
- Edoardo kardinál Menichelli (kardinál-kněz, emeritní arcibiskup anconsko-osimský)
- Arrigo kardinál Miglio (kardinál-kněz, emeritní arcibiskup cagliarský)
- Francesco kardinál Montenegro (kardinál-kněz, emeritní arcibiskup agrigentský) *
- Francesco kardinál Monterisi (kardinál-kněz, dříve kuriální biskup)
- Pietro kardinál Parolin (kardinál-biskup, kardinál státní sekretář) *
- Giuseppe kardinál Petrocchi (kardinál-kněz, arcibiskup aquilský) *
- Mauro kardinál Piacenza (kardinál-kněz, vrchní penitenciář Apoštolské penitenciárie)
- Pierbattista kardinál Pizzaballa OFM (kardinál-kněz, latinský patriarcha jeruzalémský, velkopřevor Řádu Božího hrobu) *
- Gianfranco kardinál Ravasi (kardinál-kněz, dříve kuriální biskup)
- Giovanni Battista kardinál Re (kardinál-biskup, děkan kardinálského kolegia)
- Baldassare kardinál Reina (pomocný biskup diecéze římské a Generální vikář Jeho Svatosti pro římskou diecézi) *
- Roberto kardinál Repole (arcibiskup turínský) *
- Paolo kardinál Romeo (kardinál-kněz, emeritní arcibiskup palermský)
- Camillo kardinál Ruini (kardinál-kněz, emeritní generální vikář Jeho Svatosti pro římskou diecézi)
- Angelo kardinál Scola (kardinál-kněz, emeritní arcibiskup milánský)
- Marcello kardinál Semeraro (kardinál-jáhen, prefekt Dikasteria pro blahořečení a svatořečení) *
- Crescenzio kardinál Sepe (kardinál-kněz, emeritní arcibiskup neapolský)
- Beniamino kardinál Stella (kardinál-biskup, emeritní prefekt Kongregace pro klérus)
- Silvano Maria kardinál Tomasi C.S. (kardinál-jáhen, kuriální biskup)
- Agostino kardinál Vallini (kardinál-kněz, emeritní generální vikář Jeho Svatosti pro římskou diecézi)
- Antonio Maria kardinál Vegliò (kardinál-kněz, dříve kuriální biskup)
- Giuseppe kardinál Versaldi (kardinál-kněz, emeritní prefekt Kongregace pro katolickou výchovu)
- Mario kardinál Zenari (kardinál-jáhen, apoštolský nuncius v Sýrii) *
- Matteo Maria kardinál Zuppi (kardinál-kněz, arcibiskup boloňský) *

#### bývalí kardinálové
- Giovanni Angelo kardinál Becciu (emeritní prefekt Kongregace pro svatořečení a blahořečení); bývalý kardinál, na kardinálskou hodnost rezignoval v září 2020

### maltští
- Mario kardinál Grech (kardinál-jáhen, generální sekretář Synodu biskupů) *

### francouzští
- Jean-Marc kardinál Aveline (kardinál-kněz, arcibiskup marseilleský) *
- Philippe Xavier Ignace kardinál Barbarin (kardinál-kněz, arcibiskup lyonský) *
- Dominique François Joseph kardinál Mamberti (kardinál-jáhen, kuriální biskup) *
- Christophe Louis Yves Georges kardinál Pierre (kardinál-jáhen, apoštolský nuncius) *
- Paul Joseph Jean kardinál Poupard (kardinál-kněz, bývalý kuriální biskup)
- Jean-Pierre Bernard kardinál Ricard (kardinál-kněz, arcibiskup bordeauxský)
- Jean-Paul kardinál Vesco OP (kardinál-kněz, arcibiskup alžírský) *

### španělští
- Santos kardinál Abril y Castelló (kardinál-jáhen, dříve titulární arcibiskup)
- Fernando Vérgez kardinál Alzaga (prezident Governatorátu Městského státu Vatikán)
- Ángel Fernández kardinál Artime (hlavní představený salesiánů) *
- François-Xavier kardinál Bustillo (biskup ajaccijský) *
- Ricardo kardinál Blázquez Pérez (kardinál-kněz, arcibiskup valladolidský)
- Aquilino kardinál Bocos Merino, CMF (klaretin)
- Antonio kardinál Cañizares Llovera (kardinál-kněz, arcibiskup valencijský) *
- Julián kardinál Herranz Casado (kardinál-kněz, dříve titulární arcibiskup)
- Luis Francisco kardinál Ladaria Ferrer SJ (prefekt Kongregace pro nauku víry)
- Cristóbal kardinál López Romero SDB (arcibiskup Rabatu) *
- Lluís María kardinál Martínez i Sistach (kardinál-kněz, emeritní arcibiskup barcelonský)
- Carlos kardinál Osoro Sierra (kardinál-kněz, arcibiskup madridský)
- Juan José kardinál Omella Omella (kardinál-kněz, arcibiskup barcelonský) *
- Antonio María kardinál Rouco Varela (kardinál-kněz, emeritní arcibiskup madridský)
- José kardinál Cobo Cano (kardinál-kněz, arcibiskup madridský) *

### portugalští
- Américo kardinál Aguiar (kardinál-kněz, biskup setúbalský) *
- Manuel José kardinál Macário do Nascimento Clemente (kardinál-kněz, emeritní patriarcha lisabonský) *
- António kardinál Marto (kardinál-kněz, emeritní biskup Leiria-Fátima) *
- José Tolentino kardinál Calaça de Mendonça (kardinál-jáhen, prefekt Dikasteriua pro kulturu a vzdělávání) *
- Manuel kardinál Monteiro de Castro (kardinál-kněz, dříve kuriální biskup)
- José kardinál Saraiva Martins CMF (kardinál-biskup, emeritní prefekt Kongregace pro blahořečení a svatořečení)

### belgičtí
- Jozef kardinál De Kesel (kardinál-kněz, arcibiskup mechelensko-bruselský) *
- Dominique Joseph kardinál Mathieu (arcibiskup teheránsko-isfahánský v Íránu) *

### nizozemští
- Willem Jacobus kardinál Eijk (kardinál-kněz, arcibiskup utrechtský) *

### lucemburští
- Jean-Claude kardinál Hollerich SJ (kardinál-kněz, arcibiskup lucemburský a současný předseda COMECE) *

### britští
- Vincent Gerard kardinál Nichols (kardinál-kněz, arcibiskup westminsterský) *
- Michael Louis kardinál Fitzgerald (kardinál-jáhen, bývalý kuriální biskup)
- Timothy Peter Joseph kardinál Radcliffe (teolog) *
- Arthur kardinál Roche (kardinál-jáhen, prefekt Dikasteria pro bohoslužbu a svátosti) *

### irští
- Seán Baptist kardinál Brady (kardinál-kněz, emeritní arcibiskup armaghský)

### švédští
- Anders kardinál Arborelius OCD (kardinál-kněz, biskup stockholmský) *

### chorvatští
- Josip kardinál Bozanić (kardinál-kněz, arcibiskup záhřebský) *

### srbští
- László kardinál Német (arcibiskup bělehradský) *

### bosensko-hercegovinští
- Vinko kardinál Puljić (kardinál-kněz, arcibiskup vrchbosenský) *

### albánští
- Ernest kardinál Simoni Troshani (kardinál-jáhen, kněz)

### rumunští
- Lucian kardinál Mureșan (kardinál-kněz, řeckokatolický vyšší arcibiskup fagarašsko-karlovobělehradský)

### ukrajinští
- Mykola kardinál Byčok (eparcha ukrajinské eparchie sv. Petra a Pavla v Melbourne) *

### litevští
- Audrys Juozas kardinál Bačkis (kardinál-kněz, emeritní arcibiskup vilniuský)
- Rolandas kardinál Makrickas (arcikněz-koadjutor papežské baziliky Santa Maria Maggiore) *
- Sigitas kardinál Tamkevičius SJ (kardinál-kněz, emeritní arcibiskup Kaunasu)

### lotyšští
- Jānis kardinál Pujats (kardinál-kněz, emeritní arcibiskup rižský)

## Američtí kardinálové

### ze Spojených států amerických
- Raymond Leo kardinál Burke (kardinál-kněz, bývalý prefekt apoštolské signatury) *
- Blase Joseph kardinál Cupich (kardinál-kněz, arcibiskup chicagský) *
- Daniel Nicholas kardinál DiNardo (kardinál-kněz, arcibiskup galvestonsko-houstonský) *
- Timothy Michael kardinál Dolan (kardinál-kněz, arcibiskup newyorský) *
- Kevin Joseph kardinál Farrell (kardinál-jáhen, prefekt Dikasteria pro laiky, rodinu a život) *
- Wilton Daniel kardinál Gregory (kardinál-kněz, arcibiskup washingtonský) *
- James Michael kardinál Harvey (kardinál-jáhen, kuriální biskup) *
- Roger Michael kardinál Mahony (kardinál-kněz, emeritní arcibiskup losangeleský)
- Adam Joseph kardinál Maida (kardinál-kněz, emeritní arcibiskup detroitský)
- Robert Walter kardinál McElroy (kardinál-kněz, biskup sandiegský) *
- Edwin Frederick kardinál O'Brien (kardinál-kněz, bývalý velmistr Řádu Božího Hrobu)
- Seán Patrick kardinál O'Malley O.F.M.Cap. (kardinál-kněz, arcibiskup bostonský)
- Justin Francis kardinál Rigali (kardinál-kněz, emeritní arcibiskup filadelfský)
- James Francis kardinál Stafford (kardinál-kněz, bývalý vrchní penitenciář Apoštolské penitenciárie)
- Joseph William kardinál Tobin CSsR (kardinál-kněz, arcibiskup newarský) *
- Donald William kardinál Wuerl (kardinál-kněz, emeritní arcibiskup washingtonský)

### kanadští
- Thomas Christopher kardinál Collins (kardinál-kněz, emeritní arcibiskup torontský) *
- Michael kardinál Czerny SJ (kardinál-jáhen, podsekretář oddělení pro migranty na Úřadu pro integrální lidský rozvoj) *
- Gérald Cyprien kardinál Lacroix ISPX (kardinál-kněz, arcibiskup québecký) *
- Francis kardinál Leo (arcibiskup torontský) *
- Marc kardinál Ouellet PSS (kardinál-biskup, emeritní perfekt Dikasteria pro biskupy)

### mexičtí
- Felipe kardinál Arizmendi Esquivel (kardinál-kněz, emeritní biskup diecéze San Cristóbal de las Casas)
- Carlos kardinál Aguiar Retes (kardinál-kněz, arcibiskup mexický) *
- Norberto kardinál Rivera Carrera (kardinál-kněz, emeritní arcibiskup mexický)
- Francisco kardinál Robles Ortega (kardinál-kněz, arcibiskup guadalajarský) *
- Juan kardinál Sandoval Íñiguez (kardinál-kněz, emeritní arcibiskup guadalajarský)
- Alberto kardinál Suárez Inda (kardinál-kněz, emeritní arcibiskup morelijský)

### kubánští
- Juan de la Caridad kardinál García Rodríguez (kardinál-kněz, arcibiskup San Cristóbal de la Habana) *

### guatemalští
- Álvaro Leonel kardinál Ramazzini Imeri (kardinál-kněz, biskup Huehuetenanga) *

### honduraští
- Óscar Andrés kardinál Rodríguez Maradiaga SDB (kardinál-kněz, arcibiskup tegucigalpský)

### salvadorští
- Gregorio Rosa kardinál Chávez (kardinál-kněz, pomocný biskup arcidiecéze San Salvador)

### nikaragujští
- Leopoldo José kardinál Brenes Solórzano (kardinál-kněz, arcibiskup managujský) *

### panamští
- José Luis kardinál Lacunza Maestrojuán OAR (kardinál-kněz, emeritní biskup davidský)

### haitští
- Chibly kardinál Langlois (kardinál-kněz, biskup cayeský) *

### z Dominikánské republiky
- Nicolás de Jesús kardinál López Rodríguez (kardinál-kněz, emeritní arcibiskup v Santo Domingu)

### brazilští
- João kardinál Braz de Aviz (kardinál-kněz, prefekt pro společnosti zasvěceného života a společnosti apoštolského života) *
- Paulo kardinál Cezar Costa (kardinál-kněz, arcibiskup brasilský) *
- Sérgio kardinál da Rocha (kardinál-kněz, arcibiskup v São Salvador da Bahia) *
- Raymundo kardinál Damasceno Assis (kardinál-kněz, emeritní arcibiskup aparecidský)
- Odilo Pedro kardinál Scherer (kardinál-kněz, arcibiskup sãopaulský) *
- Jaime kardinál Spengler (kardinál-kněz, arcibiskup v Porto Alegre) *
- Leonardo Ulrich kardinál Steiner OFM (kardinál-kněz, arcibiskup manauský) *
- Orani João kardinál Tempesta OCist (kardinál-kněz, arcibiskup v Riu de Janeiro) *

### ekvádorští
- Luis Gerardo kardinál Cabrera Herrera (arcibiskup v Guayaquilu) *

### uruguayští
- Daniel Fernando kardinál Sturla Berhouet SDB (kardinál-kněz, arcibiskup montevidejský) *

### paraguayští
- Adalberto kardinál Martínez Flores (kardinál-kněz, arcibiskup Asunciónu) *

### argentinští
- Víctor Manuel kardinál Fernández (kardinál-jáhen, prefekt Dikasteria pro nauku víry) *
- Vicente Bokalič kardinál Iglic (arcibiskup v Santiago del Estero a primas argentinský) *
- Mario Aurelio kardinál Poli (kardinál-kněz, arcibiskup v Buenos Aires) *
- Ángel Sixto kardinál Rossi (kardinál-kněz, arcibiskup córdobský) *
- Leonardo kardinál Sandri (kardinál-biskup, emeritní perfekt Dikasteria pro východní církve, viceděkan kolegia kardinálů)
- Luis Héctor kardinál Villalba (kardinál-kněz, emeritní arcibiskup tucumánský)

### venezuelští
- Baltazar Enrique kardinál Porras Cardozo (kardinál-kněz, arcibiskup méridský)
- Diego Rafael Padrón kardinál Sánchez (kardinál-kněz, emeritní arcibiskup v Cumaná)

### kolumbijští
- Luis José kardinál Rueda Aparicio (kardinál-kněz, arcibiskup bogotský) *
- Jorge Enrique kardinál Jiménez Carvajal (kardinál-kněz, emeritní arcibiskup cartagenský)
- Rubén kardinál Salazar Gómez (kardinál-kněz, emeritní arcibiskup bogotský)

### bolivijští
- Toribio kardinál Ticona Porco (kardinál kněz, emeritní prelát z Corocoro)

### peruánští
- Pedro kardinál Barreto SJ (kardinál-kněz, emeritní arcibiskup Huancayo)
- Carlos Gustavo kardinál Castillo Mattasoglio (arcibiskup limský) *
- Juan Luis kardinál Cipriani Thorne (kardinál-kněz, arcibiskup limský)

### chilští
- Celestino kardinál Aós Braco O.F.M.Cap. (kardinál-kněz, arcibiskup v Santiago de Chile)
- Francisco Javier kardinál Errázuriz Ossa (kardinál-kněz, emeritní arcibiskup v Santiago de Chile)
- Ricardo kardinál Ezzati Andrello SDB (kardinál-kněz, emeritní arcibiskup v Santiago de Chile)
- Fernando Natalio kardinál Chomalí Garib (arcibiskup v Santiago de Chile) *

## Asijští kardinálové

### filipínští
- Jose Fuerte kardinál Advincula (kardinál-kněz, arcibiskup manilský) *
- Pablo Virgilio Siongco kardinál David (biskup v Kalookanu) *
- Orlando Beltran kardinál Quevedo OMI (kardinál-kněz, emeritní arcibiskup cotabatský)
- Gaudencio Borbon kardinál Rosales (kardinál-kněz, emeritní arcibiskup manilský)
- Luis Antonio Gokim kardinál Tagle (kardinál-biskup, proprefekt pro prvotní evangelizaci Dikasteria pro evangelizaci) *

### indičtí
- George kardinál Alencherry (kardinál-kněz, emeritní syrsko-malabarský vyšší arcibiskup ernakulamsko-angamalský)
- Filipe Neri kardinál Ferrão (kardinál-kněz, arcibiskup v Goa a Damão) *
- Oswald kardinál Gracias (kardinál-kněz, arcibiskup bombajský)
- George Jacob kardinál Koovakad (kardinál-jáhen, úředník Státního sekretariátu odpovědný za papežské cesty, člen syro-malabarské církve) *
- Anthony kardinál Poola (kardinál-kněz, arcibiskup hajdarábádský) *
- Isaac Baselios Cleemis Thottunkal (kardinál-kněz, syrsko-malankarský vyšší arcibiskup trivandrumský) *

### iráčtí
- Louis kardinál Sako (kardinál-biskup, chaldejský patriarcha Babylonie) *

### pákistánští
- Joseph kardinál Coutts (kardinál-kněz, arcibiskup Káráčí)

### bangladéšští
- Patrick kardinál D'Rozario CSC (kardinál-kněz, arcibiskup dhácký)

### srílanští
- Albert Malcolm Ranjith kardinál Patabendige Don (kardinál-kněz, arcibiskup kolombský) *

### korejští
- Lazar Ju kardinál Hung-sik (kardinál-jáhen, prefekt Dikasteria pro klérus) *
- Andrew kardinál Jom Su-džong (kardinál-kněz, arcibiskup soulský)

### čínští
- Stephen kardinál Chow Sau-yan (kardinál-kněz, biskup hongkongský) *
- John kardinál Tong Hon (kardinál-kněz, emeritní biskup hongkongský)
- Joseph kardinál Zen Ze-kiun SDB (kardinál-kněz, emeritní biskup hongkongský)

### japonští
- Tarcisio Isao kardinál Kikuchi (kardinál-kněz, arcibiskup tokijský) *
- Thomas Aquino kardinál Man’yō Maeda (kardinál-kněz, arcibiskup Ósaky) *

### indonéští
- Julius Riyadi kardinál Darmaatmadža SJ (kardinál-kněz, emeritní arcibiskup Jakarty)
- Ignatius Suharyo kardinál Hardjoatmodjo (kardinál-kněz, arcibiskup Jakarty) *

### malajští
- Sebastian kardinál Francis (kardinál-kněz, biskup penangský) *

### singapurští
- William kardinál Goh (kardinál-kněz, arcibiskup singapurský) *

### z Východního Timoru
- Virgílio kardinál do Carmo da Silva (kardinál-kněz, arcibiskup v Dili) *

### vietnamští
- Phêrô kardinál Nguyễn Văn Nhơn (kardinál-kněz, arcibiskup hanojský)
- Gioan Baotixita kardinál Phạm Minh Mẫn (kardinál-kněz, emeritní arcibiskup v Ho Či Minově Městě)

### thajští
- Michael Michai kardinál Kitbunchu (kardinál-kněz, emeritní arcibiskup bangkocký)
- Francis Xavier Kriengsak kardinál Kovithavanij (kardinál-kněz, arcibiskup bangkocký) *

### myanmarští
- Charles Maung kardinál Bo SDB (kardinál-kněz, arcibiskup rangúnský) *

### laoští
- Louis-Marie kardinál Ling Mangkhanekhoun (kardinál-kněz, apoštolský vikář z Vientiane)

### libanonští
- Béchara Butrus kardinál Raï OMM (kardinál-biskup, maronitský patriarcha antiochijský v Bkerké)

## Afričtí kardinálové

### nigerijští
- Francis kardinál Arinze (kardinál-biskup, bývalý prefekt Kongregace pro bohoslužbu a svátosti)
- Anthony Olubunmi kardinál Okogie (kardinál-kněz, emeritní arcibiskup lagoský)
- Peter Ebere kardinál Okpaleke (kardinál-kněz, biskup ekwulobijský) *
- John Olorunfemi kardinál Onaiyekan (kardinál-kněz, emeritní arcibiskup abujský)

### ghanští
- Peter Kodwo Appiah kardinál Turkson (kardinál-kněz, bývalý arcibiskup v Cape Coast) *

### burkinafaští
- Philippe Nakellentuba kardinál Ouédraogo (kardinál-kněz, arcibiskup ouagadougouský) *

### malijští
- Jean kardinál Zerbo (kardinál-kněz, arcibiskup bamacký)

### z Pobřeží slonoviny
- Ignace Bessi kardinál Dogbo (kardinál-kněz, arcibiskup abidžanský) *
- Jean-Pierre kardinál Kutwa (kardinál-kněz, emeritní arcibiskup abidžanský) *

### guinejští
- Robert kardinál Sarah (kardinál-kněz, bývalý arcibiskup conakerský, bývalý perfekt Kongregace pro bohoslužbu a svátosti)

### senegalští
- Théodore-Adrien kardinál Sarr (kardinál-kněz, emeritní arcibiskup dakarský)

### kapverdští
- Arlindo kardinál Gomes Furtado (kardinál-kněz, biskup santiagský) *

### madagaskarští
- Désiré kardinál Tsarahazana (kardinál-kněz, arcibiskup Toamasina) *

### ze Středoafrické republiky
- Dieudonné kardinál Nzapalainga CSSp (kardinál-kněz, arcibiskup banguiský) *

### z Demokratické republiky Kongo
- Fridolin kardinál Ambongo Besungu O.F.M. Cap. (kardinál-kněz, arcibiskup Kinshasy) *

### jihoafričtí
- Stephen kardinál Brislin (kardinál-kněz, arcibiskup capetownský) *
- Wilfrid Fox kardinál Napier OFM (kardinál-kněz, emeritní arcibiskup durbanský)

### mosambičtí
- Júlio Duarte kardinál Langa (kardinál-kněz, emeritní biskup xaixaiský)

### tanzanští
- Polycarp kardinál Pengo (kardinál-kněz, emeritní  arcibiskup v Dar es Salaam)
- Protase kardinál Rugambwa (kardinál-kněz, arcibiskup Tabory) *

### keňští
- John kardinál Njue (kardinál-kněz, arcibiskup nairobský) *

### ugandští
- Emmanuel kardinál Wamala (kardinál-kněz, emeritní arcibiskup kampalský)

### rwandští
- Antoine kardinál Kambanda (kardinál-kněz, arcibiskup v Kigali) *

### etiopští
- Berhaneyesus Demerew kardinál Souraphiel CM (kardinál-kněz, arcibiskup addisabebský, metropolita Etiopské katolické církve sui juris) *

### súdánští
- Gabriel kardinál Zubeir Wako (kardinál-kněz, arcibiskup chartúmský)

### jihosúdánští
- Stephen Ameyu Martin kardinál Mulla (kardinál-kněz, arcibiskup v Džubě) *

### mauricijští
- Maurice kardinál Piat CSSp (kardinál-kněz, biskup portlouiský)

## Australští a oceánští kardinálové

### novozélandští
- John Atcherley kardinál Dew (kardinál-kněz, emeritní arcibiskup wellingtonský) *

### z Papuy Nové Guineje
- John kardinál Ribat MSC (kardinál-kněz, arcibiskup portmoresbský) *

### tonžští
- Soane Patita Paini kardinál Mafi (kardinál-kněz, biskup tonžský) *